# Agip
Agip S.p.A. (acrónimo de Azienda generale italiana petroli; literalmente, «Compañía general italiana de petróleo») fue una expendedora automotriz de gasolina y diésel italiana. Fue una subsidiaria de la compañía Eni. 
Fue fundada en el año 1926 por el Gobierno del Reino de Italia.

## Logo
El "espíritu innovador" de Enrico Mattei, que en los años '50 estaba moviendo el desarrollo de la empresa, llevó a la decisión de adoptar un nuevo logo. En 1952 fue convocado un concurso, abierto a todos los italianos, para la creación de la nueva marca; el éxito fue notable, ya que más de 4 000 propuestas fueron presentadas a la comisión encargada de decidir. Al final resultó vencedor el logo que muestra un perro de seis patas, creado por el artista Luigi Broggini (quien no admitió nunca la paternidad de ello), y refinado por el diseñador Giuseppe Guzzi. El logo definitivo quedó inalterado respecto el boceto original, exceptuando la cabeza del perro, inicialmente mirando hacia adelante, lo que pareció demasiado "agresiva"; fue volteada hacia atrás, en una posición quizás innatural pero indudablemente más familiar.
Según algunas versiones, el logo estaría inspirado en el fantástico dragón Tarantasio, personaje de una leyenda lodigiana: cuando fue descubierto el metano en aquellas zonas, en efecto, se imaginó que el animal -en un tiempo guardia de los pantanos y luego desaparecido bajo tierra después de su saneamiento-, hubiera reaparecido en forma de gas.
La marca fue luego objeto de un rediseño de parte de Unimark de 
Bob Noorda en 1972, que insertó el histórico logo dentro de una renovada imagen coordinada empresarial; una ulterior "reparación" ocurrió en 1998, siempre por mano de Noorda.
Un rumor dice que el logo de Broggini, en el concurso, sólo se clasificó en 2° lugar. El vencedor habría sido un logo que representó una refinería de cuyas chimeneas salían llamas, símbolo de energía. Habría sido el mismo Enrico Mattei quien se opuso a esta elección, queriendo al perro de seis patas como símbolo para su empresa.
La marca fue patrocinadora de Ferrari hasta 1995, cuando cambia su marca de combustible a Shell.
En 2009 se ha estilizado el logo haciendo que el perro de seis patas sobresalga del recuadro amarillo, además de cambiar de una manera muy sutil la tipografía.